# Průmyslový park Kechnec
Průmyslový park Kechnec je průmyslový park na Slovensku u obce Kechnec v okrese Košice-okolí v blízkosti státní hranice s Maďarskem. Má rozlohu 332 hektarů a je rozdělen na tři zóny, přičemž 80 hektarů je pro malé a střední podnikatele, 200 hektarů a pro strategické investory a 52 hektarů pro logistické centrum.
Nachází se ve vzdálenosti 18 km od Košic a 0,5 km od hraničního přechodu do Maďarska.